# Guillaume Deschênes-Thériault
 (mai 2025).
La mise en forme du texte ne suit pas les recommandations de Wikipédia : il faut le « wikifier ».
Les points d'amélioration suivants sont les cas les plus fréquents. Le détail des points à revoir est peut-être précisé sur la page de discussion.
- Les titres sont pré-formatés par le logiciel. Ils ne sont ni en capitales, ni en gras.
- Le texte ne doit pas être écrit en capitales (les noms de famille non plus), ni en gras, ni en italique, ni en « petit »…
- Le gras n'est utilisé que pour surligner le titre de l'article dans l'introduction, une seule fois.
- L'italique est rarement utilisé : mots en langue étrangère, titres d'œuvres, noms de bateaux, etc.
- Les citations ne sont pas en italique mais en corps de texte normal. Elles sont entourées par des guillemets français : « et ».
- Les listes à puces sont à éviter, des paragraphes rédigés étant largement préférés. Les tableaux sont à réserver à la présentation de données structurées (résultats, etc.).
- Les appels de note de bas de page (petits chiffres en exposant, introduits par l'outil «  Source ») sont à placer entre la fin de phrase et le point final[comme ça].
- Les liens internes (vers d'autres articles de Wikipédia) sont à choisir avec parcimonie. Créez des liens vers des articles approfondissant le sujet. Les termes génériques sans rapport avec le sujet sont à éviter, ainsi que les répétitions de liens vers un même terme.
- Les liens externes sont à placer uniquement dans une section « Liens externes », à la fin de l'article. Ces liens sont à choisir avec parcimonie suivant les règles définies. Si un lien sert de source à l'article, son insertion dans le texte est à faire par les notes de bas de page.
- La présentation des références doit suivre les conventions bibliographiques. Il est recommandé d'utiliser les modèles {{Ouvrage}}, {{Chapitre}}, {{Article}}, {{Lien web}} et/ou {{Bibliographie}}. Le mode d'édition visuel peut mettre en forme automatiquement les références.
- Insérer une infobox (cadre d'informations à droite) n'est pas obligatoire pour parachever la mise en page.

Pour une aide détaillée, merci de consulter Aide:Wikification.
Si vous pensez que ces points ont été résolus, vous pouvez retirer ce bandeau et améliorer la mise en forme d'un autre article.
Pour les articles homonymes, voir Deschênes et Thériault.
Guillaume Deschênes-Thériault (né le 11 juin 1994) est une personnalité politique canadienne et membre du Parti libéral du Canada. Il est élu député de Madawaska—Restigouche lors des élections fédérales canadiennes de 2025. De 2021 à 2025, il a siégé comme conseiller municipal de la communauté rurale de Kedgwick.

## Biographie
Guillaume Deschênes-Thériault est né le 11 juin 1994. Il a grandi à Kedgwick, au Nouveau-Brunswick, et a obtenu son diplôme d'études secondaires à l’école Marie-Gaétane.
Au début de ses études universitaires, il devient l’une des figures, au Nouveau-Brunswick, du mouvement de contestation contre la réforme de l’assurance-emploi mise en œuvre par le gouvernement de Stephen Harper.
Durant ses études de baccalauréat, Guillaume travaille pour le Comité organisateur des Fêtes du centenaire de Kedgwick. Il coécrit un livre sur l’histoire du village, qui est un recueil de l’historique d’un peu plus de 200 familles pionnières. L’ouvrage a été publié aux Éditions de la Francophonie en 2015.
Guillaume s’investit également dans la protection et la promotion de la langue française et de la culture acadienne. Il a occupé le poste de président d’une section locale de la Société de l'Acadie du Nouveau-Brunswick.
Il est titulaire d'un baccalauréat en science politique de l'Université de Moncton et d'une maîtrise en politique canadienne de l'Université d'Ottawa. Il a également complété sa scolarité doctorale à l’Université d’Ottawa.
En 2020, il revient s’établir à Kedgwick avec son épouse Stéphanie Bacher. Celle-ci décède en septembre 2023, à l’âge de 34 ans, des suites d’un cancer.
Sur le plan professionnel, avant son élection comme député fédéral, Guillaume était chercheur associé au sein du cabinet de recherche Sociopol. Son domaine d’expertise est la francophonie canadienne. Il a mené à bien des mandats pour le compte du gouvernement fédéral, de gouvernements provinciaux et d’organismes communautaires de partout au Canada. De plus, pendant près de deux ans, Guillaume a été chroniqueur chez Francopresse et ses textes sur l’actualité politique fédérale ont régulièrement été repris par des journaux francophones de l’ensemble du pays. 

## Carrière politique
Lors des élections municipales de 2021 au Nouveau-Brunswick, Guillaume est élu par acclamation comme conseiller municipal de la communauté rurale de Kedgwick. Il a démissionné de son poste en avril 2025.
En septembre 2024, Guillaume annonce son intention de briguer l’investiture libérale dans la circonscription de Madawaska—Restigouche, après que le député René Arseneault a annoncé qu’il ne serait pas candidat à sa réélection. À la clôture de la période de mise en candidature, le 25 novembre 2024, il est le seul candidat en lice. Il est donc confirmé par acclamation comme candidat du Parti libéral.
Il est élu député fédéral de Madawaska—Restigouche lors des élections de 2025 avec 55,2 % des voix.